# Związek gmin Vorderes Kandertal
Związek gmin Vorderes Kandertal – związek gmin (niem. Gemeindeverwaltungsverband) w Niemczech, w kraju związkowym Badenia-Wirtembergia, w rejencji Fryburg, w regionie Hochrhein-Bodensee, w powiecie Lörrach. Siedziba związku znajduje się w miejscowości Binzen, przewodniczącym jego jest Ulrich May.
Związek zrzesza sześć gmin:
- Binzen, 2 886 mieszkańców, 5,81 km²
- Eimeldingen, 2 439 mieszkańców, 3,55 km²
- Fischingen, 701 mieszkańców, 1,89 km²
- Rümmingen, 1 636 mieszkańców, 4,46 km²
- Schallbach, 711 mieszkańców, 3,95 km²
- Wittlingen, 965 mieszkańców, 4,50 km²